# هرمون النمو البقري

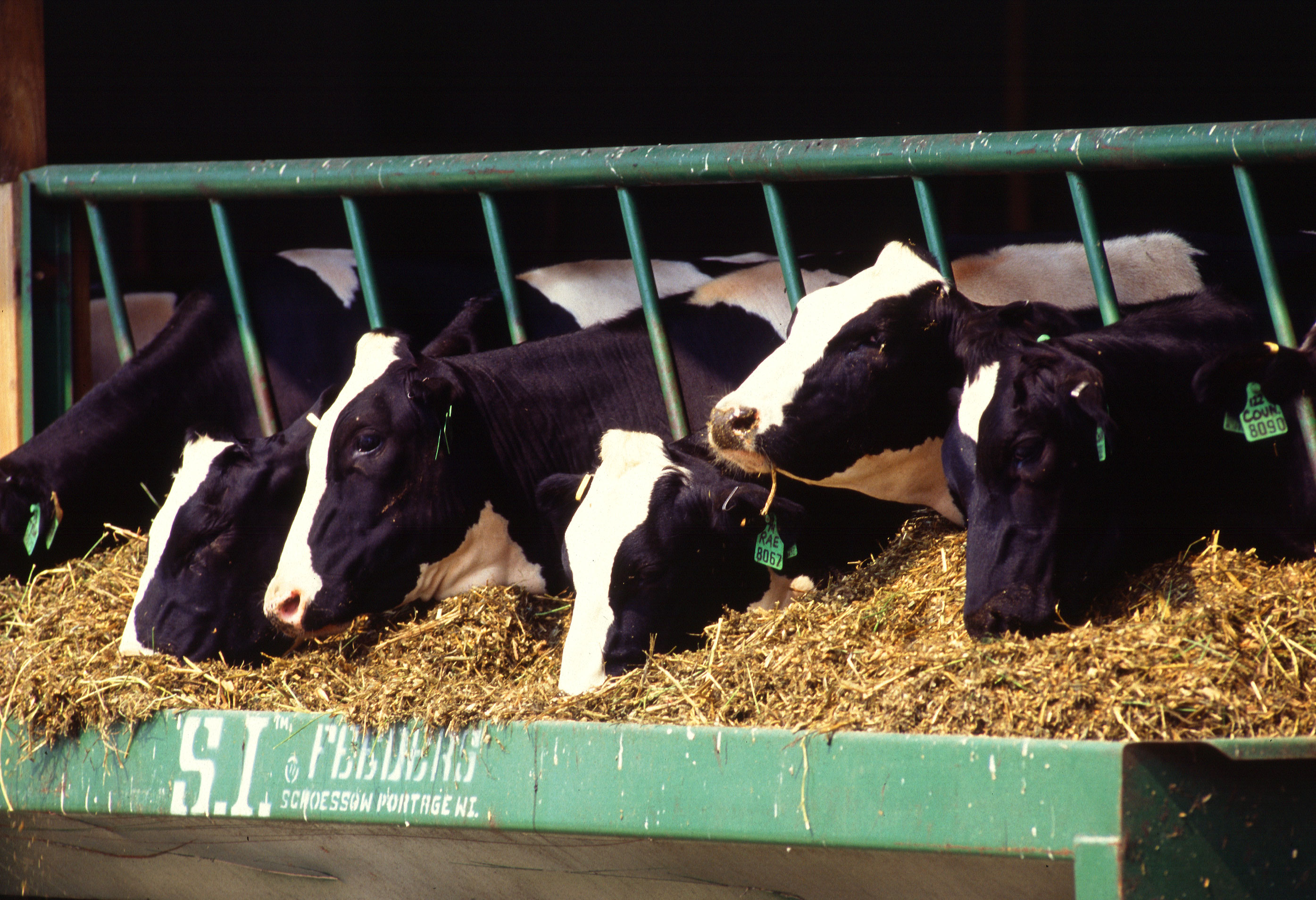
rBST is a product primarily given to dairy cattle by injection to increase milk production.

هرمون النمو البقري (bovine growth hormone) هو هرمون بروتيني يفرزه الفص الأمامي من الغدة النخامية، وينقل منها إلى الدم، وهو كغيره من الهرمونات البروتينية (مثل الإنسولين) عديم الفعالية إذا أخذ عن طريق الفم، وذلك على النقيض من الهرومونات الستروتيدية الفعالة التي تؤخذ عن طريق الفم كالإستروجينات والبروجسترون المستخدمة في حبوب تنظيم الحمل.

## الوصف
هرمون النمو كما يدُّل اسمه يُنظم أساسًا نمو الكائن الحي من الثدييات، وله وظائف أخرى، وفي الخمسينيات من القرن العشرين استخدم هرمون النمو البقري حقنًا في محاولة لتشجيع نمو الأطفال القصيري القامة، لكنها لم تنجح، بسبب اختلاف التركيب الكيميائي لهرموني النمو البشري والبقري،
تمكن الباحثون من إنتاج هذا الهرمون في المختبر باستخدام تقانات الهندسة الوراثية، ويُطلق على الهرمون المصنع اسم هرمون النمو البقري الماشوب.
يُشارك هذا الهرمون هرمونات أخرى في تنظيم إنتاج اللبن (الحليب)، وقد تبين أن كلًا من الهرمونين الطبيعي والمصنع المحقونين ينتقل عبر الدم إلى الكبد، وفيه يُنشَّط تكوين عامل النمو 1 المشابه للإنسولين، وهو هرمون بروتيني آخر يؤدي دورًا مهمًا في تنظيم تحويل العناصر الغذائية إلى حليب.
يُزيد هذا الهرمون المحقون كفاءة تحويل العناصر الغذائية إلى حليب في ضرع البقرة، وقد ثبت أن البقرة التي حُقنت بهرمون النمو تستهلك كمبيات أكبر من الأعلاف، ولما كان ما تحتاج إليه من أغذية تلتزمها للمحافظة على جسمها يظل ثابتًا في الأحوال الطبيعية فإن ما يتبقى في جسمها من عناصر غذائية إضافية يُستخدم في إنتاج كميات أكبر من الحليب، ويمكن العثور على آثارٍ من الهرمون الطبيعي أو المحقون في حليب الأبقار، وقد أشارت بعض الدراسات إلى أن حليب الأبقار التي حقنت بالهرمون لم يحتوِ على كميات أكبر منه عما يحتويه حليب الأبقار التي لم تُحقن به.

## الإنتاج
يبلغ طول الموسم الإنتاجي القياسي للإبقار المحسنَّة عشرة أشهر، ويتزايد الإنتاج اليومي من الحليب بعد وضع البقرة للمولود أو المولودة ليصل إلى أقصاه بعد نحو 8 أسابيع من الوضع، ومن ثم يبتدئ الإنتاج اليومي بالتناقص التدريجي حتى نهاية الموسم، وتختلف معدلات تناقص إنتاج الحليب حسب نوعية الأبقار، وهي أبطأ في الأبقار الجيدة الإنتاج وأسرع في المنخفضة الإنتاج.